# Arbejderkvinder i Grønland
Arbejderkvinder i Grønland er en dokumentarfilm instrueret af Lene Aidt efter manuskript af Merete Borker.

## Handling
Grønland er midt i en industriel udviklingsproces, en skærende kontrast til den tidligere livsform. I filmen, som er optaget i Holsteinsborg, fortæller en gruppe grønlandske kvinder om deres arbejde og deres placering på arbejdspladsen, om nødvendigheden af at organisere sig, at stå skulder ved skulder for at få arbejdsvilkår og løn forbedret. Rejepillerskene fortæller med bitterhed, men også humor, om deres liv og det dobbeltarbejder, der er deres lod. De 'kongelige' håndpillede grønlandske rejer bliver her anskuet i forhold til de gentagne underlivsbetændelser, kvinderne døjer med, og deres fag- og kønspolitiske kamp.